# Ostersee (sjö i Österrike)
Ostersee är en sjö i Österrike.   Den ligger i förbundslandet Steiermark, i den centrala delen av landet, 200 km väster om huvudstaden Wien. Ostersee ligger 739 meter över havet. Den ligger vid sjön Altausseer See.